# Клошар (фильм)
«Клошар» (англ. The Caveman's Valentine; в Великобритании выходил на видео под названием Sign of the Killer) — американский фильм 2001 года.

## Сюжет
Когда-то Ромулус Ледбеттер был талантливым музыкантом, но время превратило его в бездомного шизофреника. Ромулус живёт в пещере, которая находится в окрестностях Нью-Йорка. Он думает, что в небоскребе Крайслер-билдинг живёт некий Корнелиус Стайвесант, олицетворение дьявола. То и дело из здания вырываются Y- и Z-лучи, которыми Стайвесант пытается поработить человечество.
Однажды он обнаруживает неподалёку от места своего обитания труп человека. Хотя полиция склоняется к версии, что смерть произошла в результате несчастного случая, Ромулус считает, что этого человека убили. Он решает докопаться до правды.

## В ролях
| Актёр             | Роль                  |
| ----------------- | --------------------- |
| Сэмюэл Л. Джексон | Ромулус Ледбеттер     |
| Колм Фиор         | Дэвид Леппенрауб      |
| Энн Магнусон      | Мойра                 |
| Дамир Андрей      | Арнольд               |
| Онжаню Эллис      | офицер Лулу Ледбеттер |
| Тамара Тюни       | Шейла                 |
| Питер МакНейл     | Корк                  |
| Джей Родан        | Джои                  |
| Родни Истман      | Мэттью                |
| Энтони Майкл Холл | Боб                   |